# Epe
För andra betydelser, se Epe (olika betydelser).

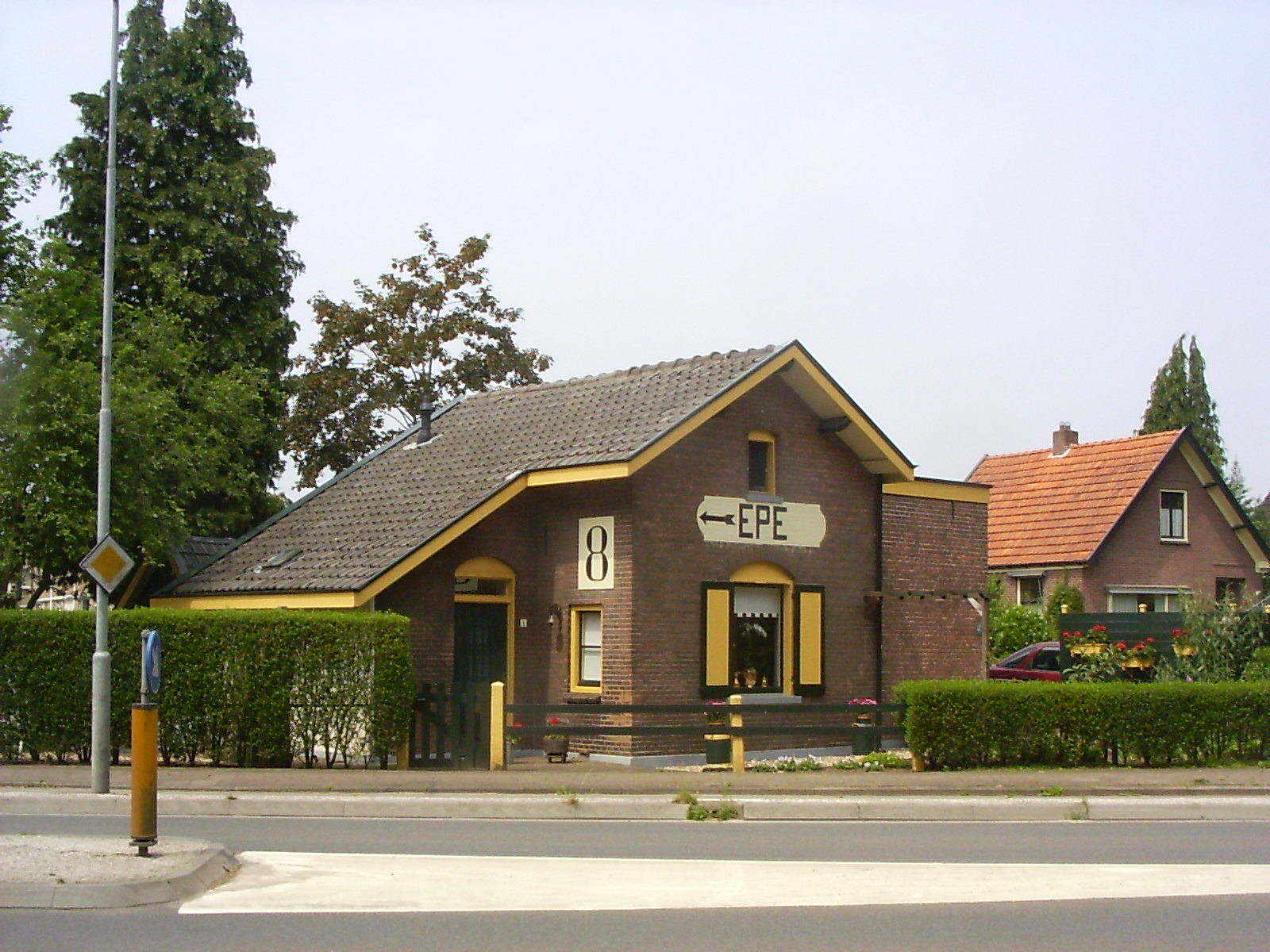
Banvaktshus i Epe.

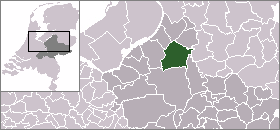
Epes läge

Epe är en kommun i provinsen Gelderland i Nederländerna. Kommunens totala area är 157,25 km² (där 1,04 km² är vatten) och invånarantalet är 33 102 invånare (2005).